# Ailly-sur-Somme
Ailly-sur-Somme és un municipi francès situat al departament del Somme i a la regió dels Alts de França. L'any 2007 tenia 3.164 habitants.

## Demografia

### Població

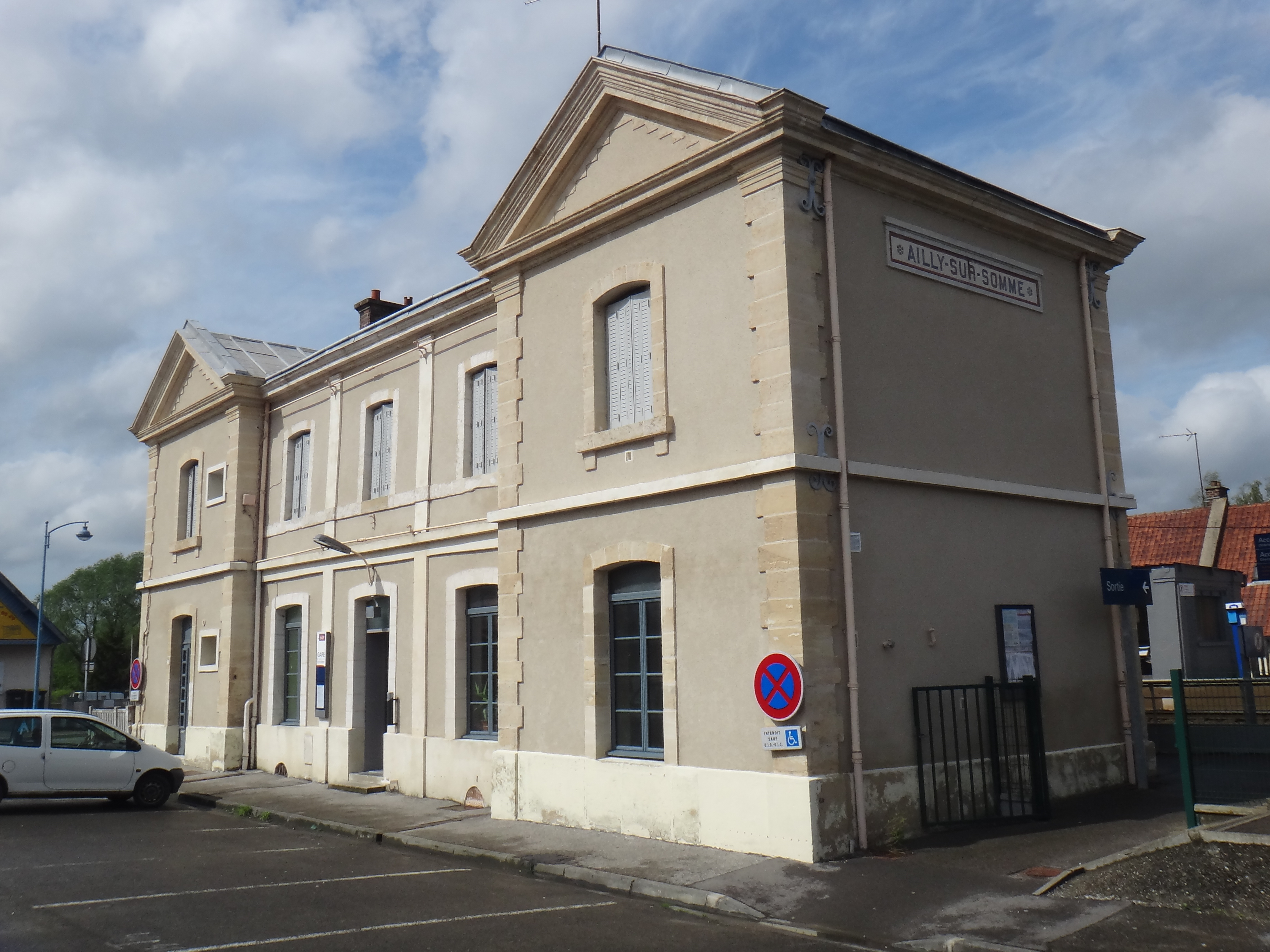

El 2007 la població de fet d'Ailly-sur-Somme era de 3.164 persones. Hi havia 1.220 famílies de les quals 248 eren unipersonals (100 homes vivint sols i 148 dones vivint soles), 440 parelles sense fills, 436 parelles amb fills i 96 famílies monoparentals amb fills.
La població ha evolucionat segons el següent gràfic:
Habitants censats

### Habitatges

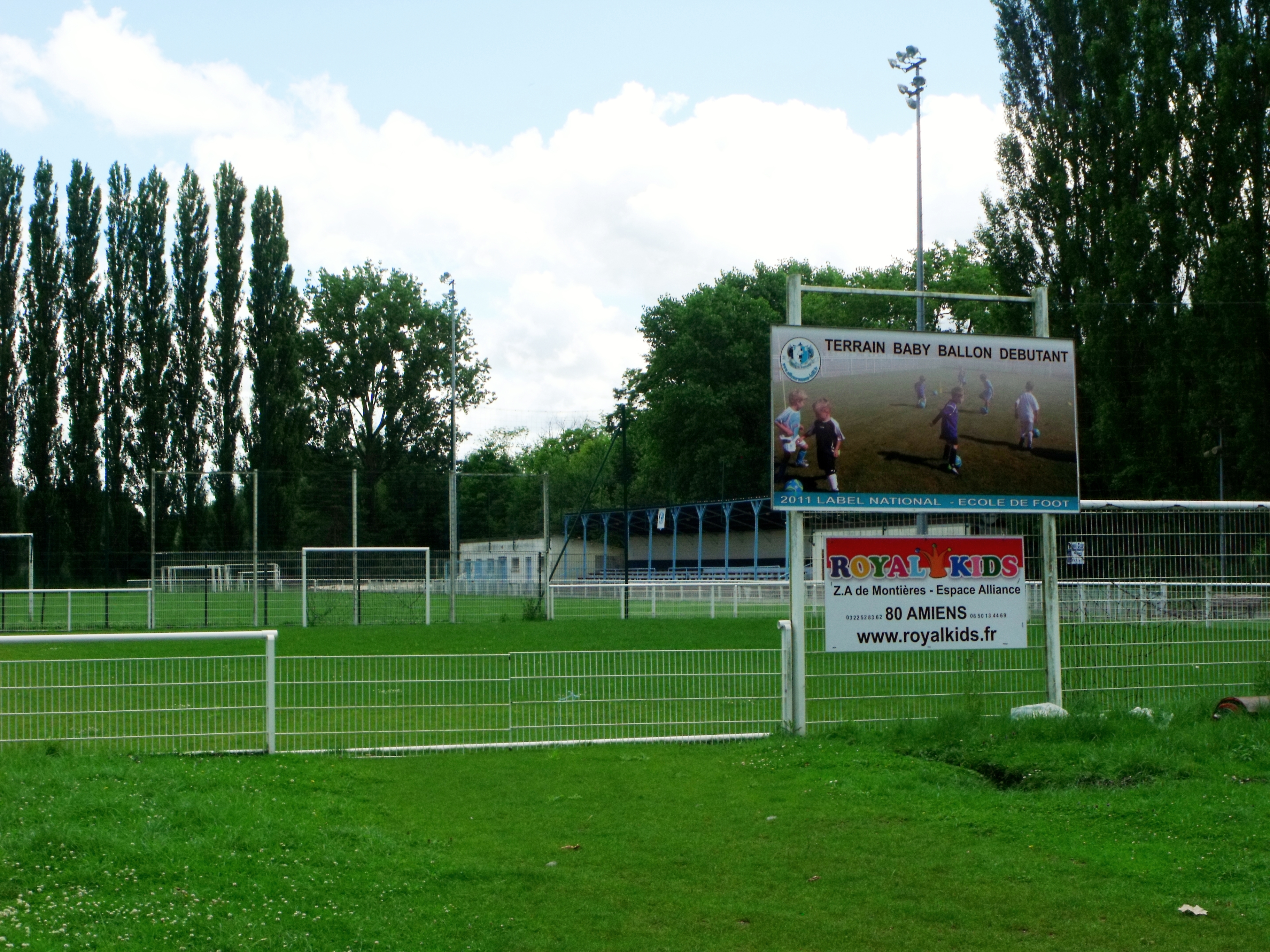

El 2007 hi havia 1.316 habitatges, 1.241 eren l'habitatge principal de la família, 2 eren segones residències i 73 estaven desocupats. 1.208 eren cases i 100 eren apartaments. Dels 1.241 habitatges principals, 987 estaven ocupats pels seus propietaris, 234 estaven llogats i ocupats pels llogaters i 20 estaven cedits a títol gratuït; 8 tenien una cambra, 46 en tenien dues, 135 en tenien tres, 378 en tenien quatre i 674 en tenien cinc o més. 796 habitatges disposaven pel capbaix d'una plaça de pàrquing. A 600 habitatges hi havia un automòbil i a 468 n'hi havia dos o més.

### Piràmide de població

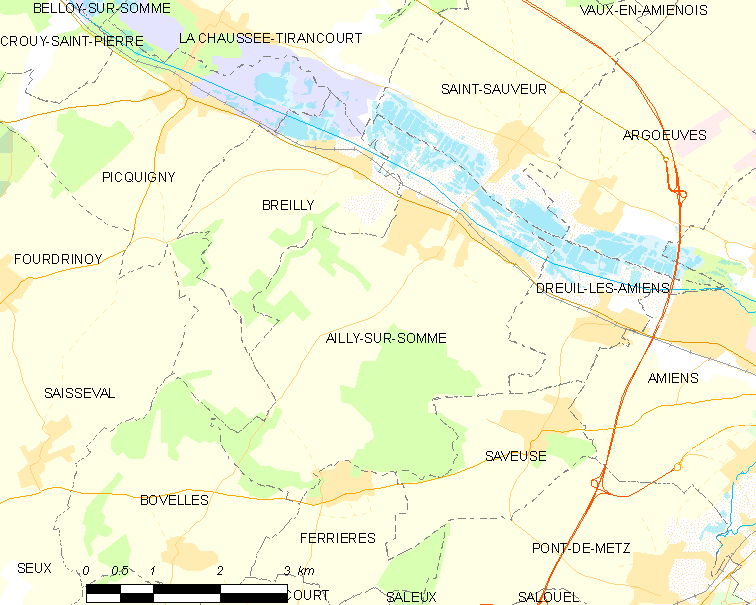

La piràmide de població per edats i sexe el 2009 era:
| Homes | Edats   | Dones |
| ----- | ------- | ----- |
| 0     | 95 o +  | 0     |
| 8     | 90 a 94 | 8     |
| 12    | 85 a 89 | 20    |
| 8     | 80 a 84 | 28    |
| 24    | 75 a 79 | 28    |
| 36    | 70 a 74 | 44    |
| 68    | 65 a 69 | 68    |
| 112   | 60 a 64 | 96    |
| 156   | 55 a 59 | 144   |
| 136   | 50 a 54 | 172   |
| 112   | 45 a 49 | 124   |
| 88    | 40 a 44 | 124   |
| 160   | 35 a 39 | 124   |
| 140   | 30 a 34 | 112   |
| 120   | 25 a 29 | 84    |
| 116   | 20 a 24 | 124   |
| 84    | 15 a 19 | 120   |
| 84    | 10 a 14 | 132   |
| 88    | 5 a 9   | 80    |
| 88    | 0 a 4   | 68    |

## Economia
El 2007 la població en edat de treballar era de 2.087 persones, 1.422 eren actives i 665 eren inactives. De les 1.422 persones actives 1.259 estaven ocupades (689 homes i 570 dones) i 163 estaven aturades (72 homes i 91 dones). De les 665 persones inactives 311 estaven jubilades, 170 estaven estudiant i 184 estaven classificades com a «altres inactius».

### Ingressos
El 2009 a Ailly-sur-Somme hi havia 1.273 unitats fiscals que integraven 3.248,5 persones, la mediana anual d'ingressos fiscals per persona era de 17.111 €.

### Activitats econòmiques
Dels 96 establiments que hi havia el 2007, 2 eren d'empreses extractives, 5 d'empreses alimentàries, 2 d'empreses de fabricació d'altres productes industrials, 14 d'empreses de construcció, 14 d'empreses de comerç i reparació d'automòbils, 9 d'empreses de transport, 4 d'empreses d'hostatgeria i restauració, 2 d'empreses financeres, 7 d'empreses immobiliàries, 10 d'empreses de serveis, 18 d'entitats de l'administració pública i 9 d'empreses classificades com a «altres activitats de serveis».
Dels 24 establiments de servei als particulars que hi havia el 2009, 1 era una oficina de correu, 2 funeràries, 4 tallers de reparació d'automòbils i de material agrícola, 2 autoescoles, 2 guixaires pintors, 4 fusteries, 2 lampisteries, 3 electricistes, 2 perruqueries, 1 restaurant i 1 saló de bellesa.
Dels 5 establiments comercials que hi havia el 2009, 2 eren supermercats, 2 fleques i 1 una joieria.
L'any 2000 a Ailly-sur-Somme hi havia 6 explotacions agrícoles.

## Equipaments sanitaris i escolars
El 2009 hi havia 3 farmàcies i 1 ambulància.
El 2009 hi havia 2 escoles maternals i 2 escoles elementals. Ailly-sur-Somme disposava d'un col·legi d'educació secundària amb 505 alumnes.

## Poblacions més properes
El següent diagrama mostra les poblacions més properes.